# شارلوت لويس (لوست)
الدكتورة شارلوت ستابلز لويس (بالإنجليزية: Charlotte Lewis)‏ هي شخصية خيالية من شخصيات المسلسل الأمريكي لوست الذي تم بثه على هيئة الإذاعة الأمريكية (بالإنجليزية: ABC)‏ وقامت بتأدية دورها الممثلة الإنجليزية ريبيكا مادر.
يبلغ عمرها 33 عاماً عندما تصل إلى الجزيرة وهي موهوبة في علم الإنسان الثقافي، ترعرعت على الجزيرة حيث كان والديها أعضاء في مبادرة دارما. هربت في النهاية مع والدتها فقط، وتركوا والدها (وربما اثنين من أخواتها الأصغر سنا) وراءهم. أمضت بقية حياتها في محاولة للعثور على الجزيرة ثانية. يعود هذا في الغالب إلى إصرار والدتها، وفرصة للعثور على والدها مجدداً. هبطت بالمظلة أخيراً على الجزيرة في اليوم 91، كجزء من الفريق العلمي على متن الناقلة كاهانا. بدايةً بعد أن احتجزت رهينة لدى مجموعة لوك، سعيد استبدلها بمايلز، وهي وصلت إلى مخيم الشاطئ مع دانييل فاراداي (اللذان يتشاطران مشاعر متبادلة)، حيث أثار حضورها شكوك الناجين بسبب السرية والتضليل حول مهمتهم على الجزيرة، وكذلك موقفها مع الآخرين. بعد تدوير بنجامين لاينس العجلة المتجمدة، وزيادة تردد ومضات الزمن التي تلت ذلك، شارلوت بدأت تعاني من آثار الإزاحة الزمنية، وأصبحت في النهاية غير قادرة على السفر مع الناجين الآخرين. استسلمت لهذا المرض بعد 16 يوماً من وصولها إلى الجزيرة، وماتت بجانب دانييل فاراداي.